# 聖熱訥維耶沃縣 (密蘇里州)
聖熱訥維耶沃县（英語：Sainte Genevieve County）是美國密蘇里州東部的一個縣，東隔密西西比河與伊利諾伊州相望。面積1,318平方公里。根據美國2000年人口普查，共有人口17,842人。縣治聖熱訥維耶沃（Sainte Genevieve）。
成立於1812年10月1日。縣名源於西班牙時代的區名 （區名來自縣治，以名紀念巴黎的守護聖女聖熱納維耶芙）。